# Трайчо Чундев
Трайчо (Трайко, Трайче) Стоянов Чундев е български революционер, член на Вътрешната македонска революционна организация.

## Биография
Чундев е роден през 1896 година в Подлес, Велешко. Получава висше образование. Включва се във ВМРО след Първата световна война и навлиза в Македония като редови четник. Четник е на Петър Лесев в 1915 година.

Ръководи нападението над сръбската казарма във Велес. Участва в учредяването на Български акционни комитети през 1941 година. На 17 януари 1943 година е избран за подпредседател на Скопското дружество на Илинденската организация и като такъв изпраща поздравителна телеграма до Цар Борис III, в която пише: 
| „ | От редовното годишно събрание, ветераните от Илинденската епопея в гр. Скопие изпращат своя поздрав и пожелание за дългоденствие и щастие Вам и на целия царски дом, за щастието на целокупния български народ. | “ |

На 2 август 1944 година в Пчинския манастир се състои Първото заседание на АСНОМ. По инициатива на Ченто на събранието са поканени и дейци на Българските акционни комитети. Отзовават се Йордан Чкатров - деец на ВМРО и близък съратник на Иван Михайлов и Трайче Чундев. Участва на Второто заседание на АСНОМ. Впоследствие Чундев заема отговорни постове в НР Македония и участва в комисията по кодифициране на македонската езикова норма. Тъй като активно се противопоставя на сърбизацията ѝ е осъден е на смърт и разстрелян.